# Lawa
Lawa (Lao: ລະວ້າ, Thai: ลั๊วะ eller ละว้า) är en mindre etnisk grupp i dagens Laos och norra Thailand. Lawafolket (eller wafolket) levde i Thailand och Laos innan thaifolken anlände till området. Deras språk tillhör den austroasiatiska gruppen. Lawafolkets antal uppgår till cirka 17 000 personer.

## Namnet Lawa
Lawa tros ibland felaktigt vara samma folkgrupp som lua-folket i norra Laos och i Nanprovinsen i Thailand, som talar de mer avlägset relaterade khmuic-språken. Detta problem förvärras av östra Lawa i Chiang Mai-provinsen, som vanligtvis kallas lua av utomstående, och av de thailändare som i allmänhet hänvisar till talare av dessa olika paleungiska språk som lua.

## Historia
Från år 4 e.Kr. till och med år 9 e.Kr bodde lawafolket i centrala Thailand och bebodde tillsammans med mon-folket dagens Lop Buri. Namnet Lopburi sägs ha härletts från "Lawaburi", och staden bildade kärnan i ett tidigt kungarike i det som nu är Thailand, Lavokungariket, som fanns från 600-talet tills det införlivades i kungariket Ayutthaya 1388. Andra källor antar att Lawa var de ursprungliga invånarna i norra Thailand, och de kom då tidigare än thaifolket till dessa länder.
Det finns bevis för att lawa bodde i städer före thaifolkens ankomst. Chiang Mai i Thailand grundades på platsen för en mur från 400-talet, och enligt legender togs Kentung i Myanmar från lawa på 1200-talet genom list och bedrägeri av kung Mangrai, grundare av kungadömet Lanna i norr.